# Campionati italiani di triathlon medio del 2019
I Campionati italiani di triathlon medio del 2019 sono stati organizzati dalla Federazione Italiana Triathlon e si sono tenuti a Lovere in Lombardia, in data 2 giugno 2019".
Tra gli uomini ha vinto Mattia Ceccarelli (Cesena Triathlon), mentre la gara femminile è andata a Michela Santini (Woman Triathlon Italia).

## Risultati

### Élite uomini
| Pos. | Atleta                      | Società sportiva         | Nuoto    | Bici     | Corsa    | Totale   |
| ---- | --------------------------- | ------------------------ | -------- | -------- | -------- | -------- |
|      | Mattia Ceccarelli           | Cesena Triathlon         | 00:24:57 | 02:13:48 | 01:11:21 | 03:52:23 |
|      | Federico Gregorio Incardona | No Limits Friends        | 00:27:25 | 02:19:53 | 01:13:22 | 04:02:48 |
|      | Bruno Pasqualini            | Torino Triathlon         | 00:29:40 | 02:19:22 | 01:11:26 | 04:02:50 |
| 4    | Massimo Cigana              | Eroi del Piave           | 00:29:46 | 02:18:50 | 01:14:48 | 04:05:17 |
| 5    | Pierluigi Senor             | Team Ladispoli Triathlon | 00:31:13 | 02:20:26 | 01:15:51 | 04:10:16 |
| 6    | Davide Rossetti             | Tritaly                  | 00:28:13 | 02:25:51 | 01:16:10 | 04:13:01 |
| 7    | Andrea Recagno              | Forhans Team             | 00:28:29 | 02:27:29 | 01:17:29 | 04:15:43 |
| 8    | Marco Corti                 | Zerotrenta Triathlon     | 00:32:22 | 02:19:41 | 01:20:58 | 04:15:47 |
| 9    | Umberto Baracchi            | Torino Triathlon         | 00:35:04 | 02:25:44 | 01:14:01 | 04:17:21 |
| 10   | Stefano Valente             | Venus Triathlon          | 00:29:37 | 02:26:33 | 01:19:03 | 04:17:23 |
| 11   | Luca Bonazzi                | Freezone                 | 00:29:47 | 02:29:49 | 01:15:36 | 04:17:53 |
| 12   | Fabio Pruiti                | Magma Team               | 00:26:08 | 02:30:24 | 01:20:10 | 04:19:18 |
| 13   | Enrico Pastore              | Desenzano Triathlon      | 00:27:38 | 02:28:44 | 01:20:28 | 04:19:32 |
| 14   | Ennio Salerno               | Just Triathlon           | 00:26:14 | 02:30:48 | 01:21:08 | 04:20:26 |
| 15   | Stefano Luciani             | Sportego Team            | 00:34:45 | 02:25:22 | 01:18:46 | 04:21:18 |
| 16   | Alessio Morellato           | A3 Triathlon             | 00:25:23 | 02:37:21 | 01:16:06 | 04:21:38 |
| 17   | Luca Bertaccini             | The Hurricane            | 00:28:31 | 02:26:22 | 01:24:44 | 04:21:54 |
| 18   | Davide Viale                | Cuneo1198 Triteam        | 00:29:50 | 02:31:21 | 01:18:47 | 04:22:53 |
| 19   | Roberto Marini              | Olimpic Triathlon        | 00:29:45 | 02:32:15 | 01:18:28 | 04:23:12 |
| 20   | Stefano Intagliata          | Torino Triathlon         | 00:26:28 | 02:32:22 | 01:22:42 | 04:24:00 |

### Élite donne
| Pos. | Atleta                | Società sportiva       | Nuoto    | Bici     | Corsa    | Totale   |
| ---- | --------------------- | ---------------------- | -------- | -------- | -------- | -------- |
|      | Michela Santini       | Woman Triathlon Italia | 00:32:24 | 02:41:52 | 01:24:19 | 04:41:08 |
|      | Marta Bernardi        | Tri Evolution          | 00:31:01 | 02:42:57 | 01:30:12 | 04:46:52 |
|      | Valentina D'Angeli    | Dolomitica Nuoto CTT   | 00:35:33 | 02:41:14 | 01:32:16 | 04:51:30 |
| 4    | Martina Dogana        | Martina Dogana Trite   | 00:32:23 | 02:50:04 | 01:27:32 | 04:52:54 |
| 5    | Cristina Sironi       | CUS Pro Patria Milano  | 00:35:20 | 02:43:58 | 01:31:30 | 04:54:03 |
| 6    | Federica Cernigliaro  | Magma Team             | 00:32:23 | 02:55:12 | 01:27:02 | 04:57:19 |
| 7    | Barbara Trazzi        | Verona Triathlon Km    | 00:37:21 | 02:53:00 | 01:23:49 | 04:57:21 |
| 8    | Giulia Bedorin        | Thermae Sport PDNTRI   | 00:30:50 | 02:54:45 | 01:32:26 | 05:00:21 |
| 9    | Chiara Costamagna     | Torino Triathlon       | 00:38:56 | 02:50:19 | 01:31:33 | 05:03:59 |
| 10   | Marialuisa Tavernini  | Tri-Swim               | 00:29:32 | 02:50:21 | 01:41:41 | 05:04:11 |
| 11   | Alessandra Reati      | Tri Evolution          | 00:37:23 | 02:54:53 | 01:30:16 | 05:06:02 |
| 12   | Serena Mattavelli     | Valdigne Triathlon     | 00:32:35 | 02:56:22 | 01:34:00 | 05:06:10 |
| 13   | Francesca Marin       | Sportego Team          | 00:39:45 | 03:00:12 | 01:24:09 | 05:08:01 |
| 14   | Roberta Maule         | Verona Triathlon Km    | 00:37:23 | 03:00:27 | 01:29:54 | 05:10:41 |
| 15   | Ilaria Zavanone       | Woman Triathlon Italia | 00:38:51 | 02:55:34 | 01:34:36 | 05:12:40 |
| 16   | Nicoletta Santonocito | Magma Team             | 00:29:34 | 03:01:10 | 01:41:05 | 05:14:35 |
| 17   | Anna Pacchetti        | Woman Triathlon Italia | 00:37:09 | 03:02:15 | 01:31:57 | 05:14:35 |
| 18   | Barbara Davolio       | Woman Triathlon Italia | 00:38:52 | 02:48:46 | 01:44:15 | 05:15:15 |
| 19   | Paola Goldoni         | Desenzano Triathlon    | 00:39:01 | 02:53:45 | 01:42:05 | 05:18:26 |
| 20   | Monica Ferrari        | Verona Triathlon Km    | 00:37:42 | 03:02:17 | 01:36:07 | 05:19:16 |